# 오수면
오수면(獒樹面)은 대한민국 전북특별자치도 임실군에 있는 면이다. 남원시 사매면과 만나는 곳이다.
임실군의 최남단에 위치한 중산간지대로 전형적인 농업면이며, 지리적 접근성이 용이하여 상업 중심지로 자리매김해 해온 곳이다. 예전 이름은 둔남면(屯南面)이었고, 1992년 8월 10일 오수면(獒樹面)으로 행정구역 명칭이 변경되었다.

## 행정 구역
- 오수리
- 용정리
- 신기리
- 둔덕리
- 용두리
- 둔기리
- 대정리
- 대명리
- 오산리
- 주천리
- 오암리
- 봉천리
- 군평리
- 금암리

## 교육
- 오수초등학교 (오수리)
- 둔덕초등학교 (폐교) - 오수신기길 92-14 (둔덕리)
- 둔기초등학교 (폐교) - 둔기길 44-12 (둔기리)
- 봉천초등학교 (폐교) - 봉천1길 24-22 (봉천리)
- 오수중학교 (오수리)
- 오수고등학교 (오수리)
- 인화초중고등학교 (학력인정) - 舊 오수서초등학교 (오산리)

## 같이 보기
- 오수개#오수면